# Saurauia emarginata
Saurauia emarginata är en tvåhjärtbladig växtart som beskrevs av Cyril Tenison White och Francis. Saurauia emarginata ingår i släktet Saurauia och familjen Actinidiaceae. Inga underarter finns listade i Catalogue of Life.